# Pohronský Ruskov
Pohronský Ruskov, do roku 1948 Oroska (maďarsky Oroszka), je obec na Slovensku v okrese Levice. V obci je římskokatolický kostel Růžencové Panny Marie z roku 1956. V obci žije přibližně 1 200 obyvatel.

## Poloha
Obec leží ve východní části Podunajské nížiny na pravém břehu řeky Hron, ve vzdálenosti asi 30 km jižně od Levice a 20 km od Štúrova. Nadmořská výška se pohybuje v rozmezí 123 až 150 m, střed obce je ve výšce 132 m n. m. Reliéf území je plochý a rovinatý, využívaný intenzívním zemědělstvím. Povrch je odlesněný, pouze u řeky jsou zachovány zbytky vrbovo-topolových lesíků.

## Historie
Archeologické nálezy dokládají osídlení území už v neolitickém období a pokračovala i v době bronzové a železné. První písemná zmínka pochází z roku 1269, kdy je uváděna jako Wruz. Poddanská obec původně patřila knížatům královské rodiny a později králi. V roce 1327 byla v majetku uherského rodu Kačičivců, uváděna jako Wrucz. V roce 1534 byla v majetku bendiktinského opatství v Lekýri (dnešní Hronovce). V roce 1536 byly připojeny k panství hradu Levice. Následovala okupace Turky. V roce 1828 zde bylo 73 domů a žilo 468 obyvatel.
V roce 1893 byl v obci postaven cukrovar a později mlýn. 
V polovině 19. století s obcí splynula obec Čuda, o které je první písemná zmínka z roku 1437.
V letech 1938–1945 byla obec připojena k Maďarsku. Osvobozená byla 27. března 1945 Rudou armádou.